# It Happens Every Thursday
It Happens Every Thursday è un film del 1953, diretto da Joseph Pevney. È stato l'ultimo film per il grande schermo della Young, che in seguito è passata alla televisione. Il film è costato 617085 $; il compenso di Loretta Young ammontava a 75000 $.

## Trama
Bob McAvoy è un giornalista di una testata di New York, non particolarmente soddisfatto della propria carriera, per la qual ragione, ascoltando la proposta della moglie Jane, al momento incinta, si trasferisce con lei e col figlioletto Steve nell'(immaginario) paese di Eden, California, dopo aver acquistato il giornale locale, di cui diviene direttore.
Giunti nella cittadina, dove, al nuovo giornale, l'Eden's Archive, lavorano i due anziani tipografi Jake e Matthew, Jane dà alla luce una bambina. La situazione della testata, tuttavia, non è delle più rosee, e Bob e Jane si danno da fare per risollevare le sorti della pubblicazione, cercando di inserirsi nella vita sociale del paese, o di piazzare pubblicità dei commercianti locali, che peraltro non si affidano ad un giornale con così bassa diffusione come l'Eden, o, ancora, di incrementare gli abbonamenti. A tal fine indicono un concorso fra i nuovi abbonati, con in palio un'auto di un certo valore.
Nello stesso tempo, reso edotto dagli agricoltori locali del particolare periodo di siccità attraversato dal paese, Bob si industria per provocare la pioggia: vuole volare con un aeroplano sopra le nubi e cospargerle di ghiaccio secco, il che dovrebbe far piovere. E non manca di scrivere del suo progetto sul giornale. Ma prima ancora che l'aereo si sollevi dal suolo si scatena, per vie naturali, un temporale. I lettori dell'Eden sono convinti che sia stato Bob a provocare la pioggia e a liberare l'agricoltura locale dalla perniciosa siccità.
Gli abbonamenti si moltiplicano, ma la situazione finanziaria del giornale, anche a causa del costo dell'automobile assegnata al termine del concorso, non migliora. I McAvoy si risolvono a malincuore a tornare a New York e riprendere le loro passate occupazioni. A ciò si aggiunge il fatto che la pioggia perdura ininterrotta per diversi giorni, e comincia a creare dei disagi e qualche danno. Guidati da Myron Trout, un facoltoso negoziante del luogo, corteggiatore – respinto – di Jane, alcuni cittadini si rivolgono al sindaco Hull per chiedere ai McAvoy il pagamento dei danni provocati dalla pioggia eccessiva, ritenuta opera di Bob.
Jane deve far intervenire addirittura un esponente del Servizio Meteorologico Nazionale degli Stati Uniti per spiegare a Myron che le piogge non possono essere state indotte da Bob. Nello stesso tempo, però, il sindaco Hull, insieme ad una fitta rappresentanza della popolazione di Eden, si reca dai McAvoy cercando di convincerli, a nome dell'intera comunità, con la quale si erano formati legami sinceri, a non partire, ed impegnandosi anche a dotare il giornale di una nuova rotativa, dato che quella vecchia, come accadeva peraltro ogni giovedì (every Thursday), si era rotta. 